# 1951-es magyar birkózóbajnokság
Az 1951-es magyar birkózóbajnokság a negyvennegyedik magyar bajnokság volt. A kötöttfogású bajnokságot június 9. és 10. között rendezték meg Budapesten, a Nemzeti Sportcsarnokban, a szabadfogású bajnokságot pedig április 14. és 15. között Debrecenben, a Lokomotív sportcsarnokában, majd az Aranybika Szállóban.

## Eredmények

### Férfi kötöttfogás
| Versenyszám  | Arany                    | Arany | Ezüst                      | Ezüst | Bronz                  | Bronz |
| ------------ | ------------------------ | ----- | -------------------------- | ----- | ---------------------- | ----- |
| Lepkesúly    | Méhész Mihály Honvéd SE  |       | Völgyi László Dózsa SE     |       | Páger Antal Honvéd SE  |       |
| Légsúly      | Barna István Haladás SE  |       | Bencze Lajos Dózsa SE      |       | Bátori János SZOT      |       |
| Pehelysúly   | Hoffmann Géza SZOT       |       | Pribelszki Gyula Bástya SE |       | Polyák Imre Dózsa SE   |       |
| Könnyűsúly   | Tarr Gyula SZOT          |       | Tóth Gyula Honvéd SE       |       | Sipos László SZOT      |       |
| Váltósúly    | Szilvásy Miklós SZOT     |       | Sóvári Kálmán Dózsa SE     |       | Ócsai Sándor SZOT      |       |
| Középsúly    | Gurics György Honvéd SE  |       | Németi Gyula SZOT          |       | Kendi József Honvéd SE |       |
| Félnehézsúly | Kovács Gyula SZOT        |       | Növényi Norbert Honvéd SE  |       | Reznák János Honvéd SE |       |
| Nehézsúly    | Soltész László Honvéd SE |       | Riheczky János SZOT        |       | Vászin Péter Honvéd SE |       |

### Férfi szabadfogás
| Versenyszám  | Arany                  | Arany | Ezüst                  | Ezüst | Bronz                   | Bronz |
| ------------ | ---------------------- | ----- | ---------------------- | ----- | ----------------------- | ----- |
| Lepkesúly    | Kolompár János SZOT    |       | Benkő Gyula Honvéd SE  |       | Varga Lajos SZOT        |       |
| Légsúly      | Móni Béla SZOT         |       | Csende Lajos SZOT      |       | Sümegi István Honvéd SE |       |
| Pehelysúly   | Hoffmann Géza SZOT     |       | Széll Dezső SZOT       |       | Polyák Imre Dózsa SE    |       |
| Könnyűsúly   | Tarr Gyula SZOT        |       | Dodek Rudolf Honvéd SE |       | Polyák István Dózsa SE  |       |
| Váltósúly    | Káli László SZOT       |       | Kinizsi Rudolf SZOT    |       | Szabó Endre Dózsa SE    |       |
| Középsúly    | Csótó Lajos SZOT       |       | Kendi József Honvéd SE |       | Lengyel László SZOT     |       |
| Félnehézsúly | Reznák János Honvéd SE |       | Finyák Sándor SZOT     |       | Ördög Imre Dózsa SE     |       |
| Nehézsúly    | Vászin Péter Honvéd SE |       | Deák Ferenc SZOT       |       | Buglyó Zoltán SZOT      |       |